# Departamento General Manuel Belgrano
General Manuel Belgrano es uno de los 17 departamentos en los que se divide la provincia de Misiones. Es el departamento más oriental del territorio continental de la República Argentina.

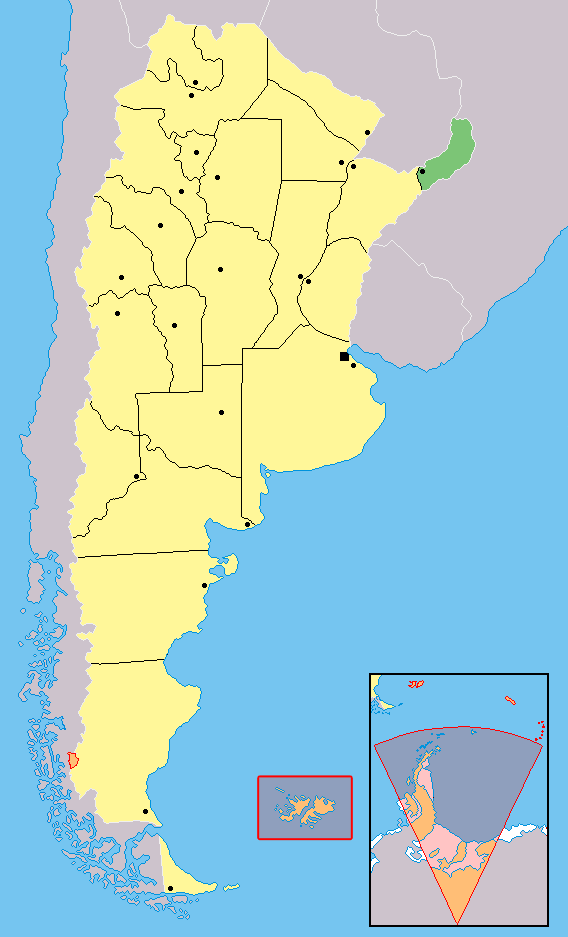

## Toponimia
Su epónimo es el prócer  de las Provincias Unidas del Río de la Plata o Argentina, el general Manuel Belgrano.

## Superficie y límites
Posee una extensión de 3275 kilómetros cuadrados (11,2% del total de la provincia) y limita al norte y este con el estado de Paraná (República Federativa del Brasil), al oeste con los departamentos Iguazú y Eldorado y al sur con el departamento San Pedro.

## Población
Según el Censo 2010, vivían en el departamento 42.902 personas. Esta cifra lo ubicó como el 10.º departamento más poblado de la provincia. En 2001, la población era de 33.488 habitantes.
Su población fue de 45 570 habitantes, según el censo 2022 (INDEC), lo que representó un incremento del 6,2% menor al crecimiento provincial que fue del 16,1%.Estos datos le valieron ser el segundo departamento que menos crece y el tercero con menor densidad en población de la provincia.
La población es de origen brasileño, europeo e indígena. La inmigración que provino del Brasil fue mayormente luso-brasileña o criolla brasileña, contrastante con la inmigración brasileña de orígenes europeos que se da en otros departamentos de la provincia de Misiones.